# 社台滝
社台滝（しゃだいたき）は、北海道白老町にある滝。社台川の上流部にあたる。

## 概要
樽前山の南西側斜面に位置する。周囲は、溶結凝灰岩が造る落差が形成されており、一番奥まった部分に社台滝が形成されている。滝の斜面は、縦横方向に両側150m程度あり、さほど多くない流水は凝灰岩が造る凹凸の上を縫って流れる。

## アクセス
国道36号から林道を使い、周辺から藪をこいでアクセスするという難所。林道自体も常時通行不能状態となっており車両による立ち入りはできない。社台川を遡上するルートもあるが、それなりの装備とヒグマ対策が必要。
座標: 北緯42度39分55.0秒 東経141度16分28.0秒 / 北緯42.665278度 東経141.274444度